# Horst Statkus
Horst Statkus (* 12. August 1929 in Tilsit; † 28. April 2016 in Heidelberg) war ein deutscher Theaterregisseur und Dramaturg, der viele Jahre als Intendant in der Schweiz wirkte.

## Leben
Statkus studierte Germanistik, Anglistik, Kunstgeschichte und Theaterwissenschaft in Erlangen. Er wurde 1959 Dramaturg und Regisseur am Schlosstheater Celle. Zwei Jahre später wechselte er an die Komödie Basel. 1964 ging Statkus an die Städtischen Bühnen Heidelberg und wurde 1967 Oberspielleiter am Staatstheater Braunschweig. Nach einem zweijährigen Engagement als Chefdramaturg am Staatstheater Stuttgart (1972 bis 1973) war er von 1973 bis 1978 Intendant in Heidelberg.
Ab 1978 wirkte Statkus vorwiegend in der Schweiz. Bis 1988 war er Direktor am Theater Basel (Stadttheater, Komödie, Theaterwerkstatt), ab 1987 hatte er bis 1999 die Direktion am Luzerner Theater inne, leitete also die beiden Häuser in der Saison 1987/88 gleichzeitig.
Statkus arbeitete langjährig mit dem Choreographen Heinz Spoerli und dem Dirigenten Armin Jordan zusammen.
Er war mit der Schauspielerin Elke Stoltenberg verheiratet.